# Ваља Маре (Гурахонц)
Ваља Маре (рум. Valea Mare) насеље је у Румунији у округу Арад у општини Гурахонц. Oпштина се налази на надморској висини од 287 m.

## Прошлост
Аустријски царски ревизор Ерлер је 1774. године констатовао да место „Ватиамаре“ припада Каполнашком округу, Липовског дистрикта. Ту се налази подуправни подуред а становништво је било претежно влашко. Када је 1797. године пописан православни клир ту је био један свештеник. Парох поп Александар Томша (1796) служио се само румунским језиком.

## Становништво
Према подацима из 2002. године у насељу је живело 104 становника, од којих су сви румунске националности.